# ロケット・トゥ・ロシア
『ロケット・トゥ・ロシア』（Rocket to Russia）は、アメリカ合衆国のパンク・ロック・バンド、ラモーンズが1977年に発表した3作目のスタジオ・アルバム。

## 背景
「シーナはパンク・ロッカー」は、本作に先がけてリリースされたシングル曲で、1977年5月にイギリス盤シングルが発売され、2か月後には母国アメリカでも発売された。この曲は、前作『リーヴ・ホーム』（1977年）のアメリカ盤再発LP (SR 6031)にも収録されており、本作にはアルバム・ヴァージョンが収録されたが、2001年に発売された本作のリマスターCDにはシングル・ヴァージョンもボーナス・トラックとして追加された。
「ドゥ・ユー・ウォナ・ダンス」は、ボビー・フリーマンが1958年にシングル・ヒットさせた曲で、本作以前にも多数のアーティストによるカヴァーが存在するが、William Ruhlmannはオールミュージックにおいて「ザ・ビーチ・ボーイズのヴァージョンに最も近い」「爽快だが、ボビー・フリーマンとは似ても似つかない」と評している。また、「サーフィン・バード」はザ・トラッシュメンが1963年に発表した曲（ただし、実際にはThe Rivingtonsの曲"The Bird Is the Word"と"Papa-Oom-Mow-Mow"の改作）のカヴァーである。
本作リリース後、トミー・ラモーンはプロデューサーとしての仕事に集中するためバンドを脱退した。なお、トミーはラモーンズの1984年作品『トゥー・タフ・トゥ・ダイ』にも共同プロデューサーとして参加している。

## 反響・評価
アメリカのBillboard 200では49位に達し、バンド初の全米トップ100アルバムとなった。また、本作からシングル・カットされた「ロッカウェイ・ビーチ」はBillboard Hot 100で自身最高の66位を記録し、続く「ドゥ・ユー・ウォナ・ダンス」は同86位に達した。
スウェーデンでは『ラモーンズの激情』（1976年）以来となるアルバム・チャート入りを果たし、4回（8週）トップ40入りして最高31位を記録した。イギリスでは2週全英アルバムチャート入りし、最高60位となった。
Stephen Thomas Erlewineはオールミュージックにおいて満点の5点を付け「『ロケット・トゥ・ロシア』は、以前の作品よりもクリーンな音作りを誇示し、ラモーンズの音楽に更なる力強さをもたらした」「『ラモーンズの激情』ほどの革命的インパクトはないにせよ良いアルバムで、1970年代後半における最上のレコードの一つ」と評している。『ローリング・ストーン』誌が選出した「オールタイム・グレイテスト・アルバム500」では106位にランク・インした。

## 収録曲
特記なき楽曲はラモーンズ作。
1. クレティン・ホップ - "Cretin Hop" - 1:56
2. ロッカウェイ・ビーチ - "Rockaway Beach" - 2:06
3. ゴーン・トゥモロウ - "Here Today, Gone Tomorrow" - 2:49
4. ロケット・ラヴ - "Locket Love" - 2:11
5. アイ・ドント・ケアー - "I Don't Care" - 1:39
6. シーナはパンク・ロッカー - "Sheena Is a Punk Rocker" - 2:49
7. ハッピー・ファミリー - "We're a Happy Family" - 2:40
8. ティーンエイジ・ロボトミー - "Teenage Lobotomy" - 2:01
9. ドゥ・ユー・ウォナ・ダンス - "Do You Wanna Dance?" (Bobby Freeman) - 1:55[14]
10. アイ・ウォナ・ビー・ウェル - "I Wanna Be Well" - 2:28
11. アイ・キャント・ギヴ・ユー・エニシング - "I Can't Give You Anything" - 2:01
12. ラモーナ - "Ramona" - 2:38
13. サーフィン・バード - "Surfin' Bird" (Carl White, Alfred Frazier, John Harris, Turner Wilson) - 2:37[15]
14. ホワイ・イズ・イット・オールウェイズ・ディス・ウェイ - "Why Is It Always This Way?" - 2:22

### 2001年リマスターCDボーナス・トラック
1. ニードルズ&ピンズ（アーリー・ヴァージョン） - "Needles & Pins (Early Version)" (Sonny Bono, Jack Nitzsche) - 2:24
2. スラッグ（デモ） - "Slug (Demo)" (Joey Ramone) - 2:23
3. イッツ・ア・ロング・ウェイ・バック - "It's a Long Way Back to Germany" - 2:22
4. アイ・ドント・ケアー（シングル・ヴァージョン） - "I Don't Care (Single Version)" - 1:40
5. シーナはパンク・ロッカー（シングル・ヴァージョン） - "Sheena Is a Punk Rocker (Single Version)" - 2:48

## 参加ミュージシャン
- ジョーイ・ラモーン - ボーカル
- ジョニー・ラモーン - ギター
- ディー・ディー・ラモーン - ベース
- トミー・ラモーン - ドラムス